# Woirel
Woirel là một xã ở tỉnh Somme, vùng Hauts-de-France, Pháp.

## Địa lý
A tiny village Xã này có cự ly khoảng 10 mile về phía nam của Abbeville, trên đường D936.

## Địa điểm nổi bật

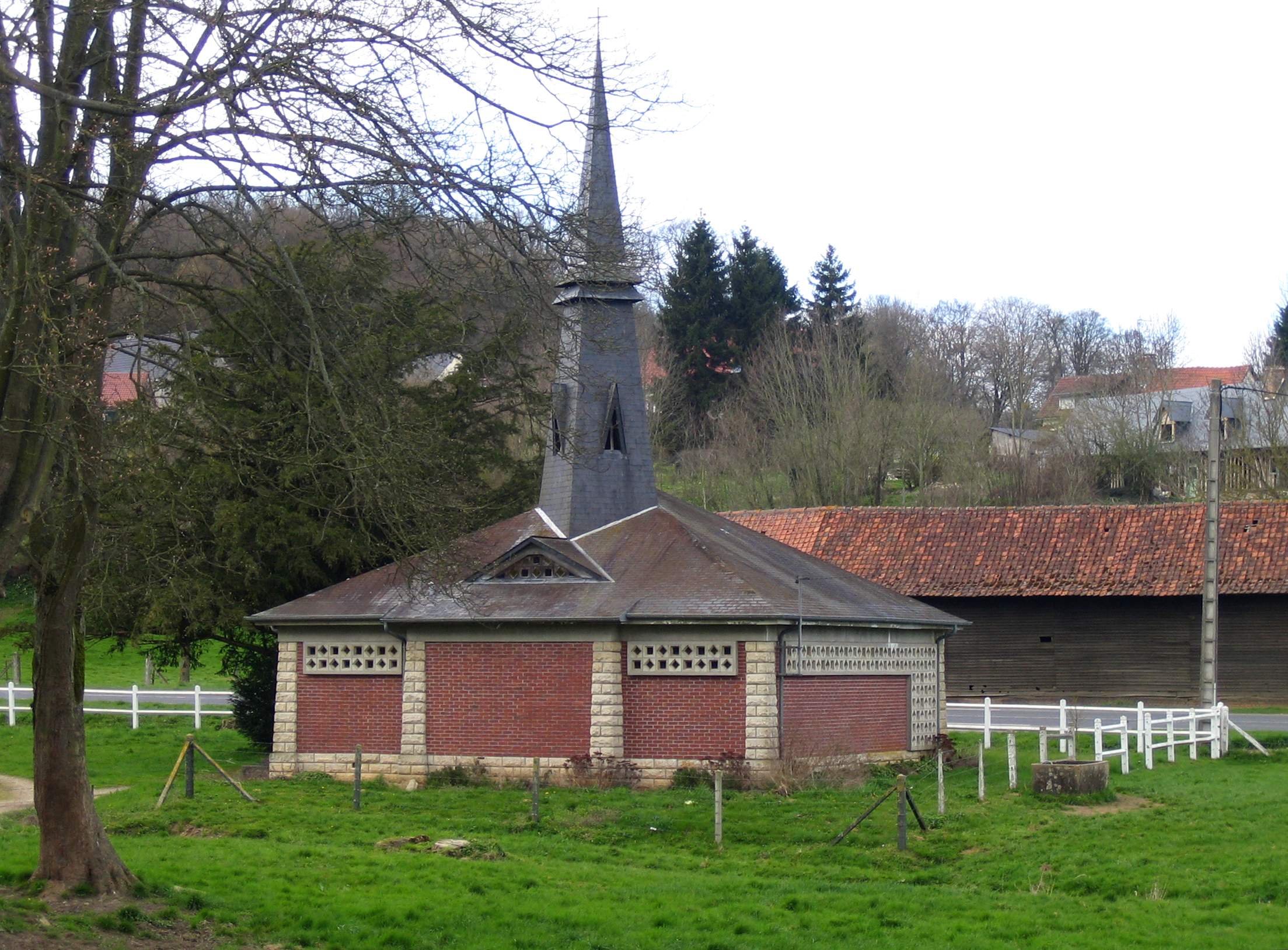
Giáo đường

## Dân số
| 1962                                                  | 1968 | 1975 | 1982 | 1990 | 1999 |
| ----------------------------------------------------- | ---- | ---- | ---- | ---- | ---- |
| 32                                                    | 37   | 38   | 29   | 29   | 24   |
| Số liệu dân số từ năm 1962, dân số không tính hai lần |      |      |      |      |      |